# Tondi Daro
Tondi Daro ist ein Dorf in der Landgemeinde Dargol in Niger.

## Geographie
Das von einem traditionellen Ortsvorsteher (chef traditionnel) geleitete Dorf liegt am rechten Ufer des Flusses Niger. Es befindet sich rund 36 Kilometer nördlich des Hauptorts Dargol der gleichnamigen Landgemeinde, die zum Departement Gothèye in der Region Tillabéri gehört. Zu den Siedlungen in der näheren Umgebung von Tondi Daro zählen Lassia im Nordwesten, Sawani im Norden und Djonté Lassia im Osten.
Tondi Daro ist Teil der Übergangszone zwischen Sahel und Sudan. Die durchschnittliche jährliche Niederschlagsmenge beträgt hier zwischen 400 und 500 mm.

## Bevölkerung
Bei der Volkszählung 2012 hatte Tondi Daro 333 Einwohner, die in 35 Haushalten lebten. Bei der Volkszählung 2001 betrug die Einwohnerzahl 874 in 107 Haushalten und bei der Volkszählung 1988 belief sich die Einwohnerzahl auf 530 in 81 Haushalten.

## Wirtschaft und Infrastruktur
Es gibt eine Schule im Dorf. Durch Tondi Daro verläuft die 143,9 Kilometer lange Nationalstraße 39 zwischen Gothèye und Fonéko Tédjo.